# Mis je zo graag
Mis je zo graag is een single van de Nederlandse zangeres Claudia de Breij met de Nederlandse zanger Waylon uit 2016. Het lied stond in 2010 als derde track op het album Wat ik zeker weet van de Breij, waarin er nog geen zang van Waylon te horen was. In 2016 stond het lied, inclusief bijdrage van Waylon, als tweede track op het album Alles is goed van de Breij.

## Achtergrond
Mis je zo graag is geschreven door Sander Geboers, Claudia de Breij en Rogier Wagenaar. Het is een nederpoplied waarin wordt gezongen over missen. Hier wordt dat gevoel niet als een negatief gevoel beschreven, maar als goed iets; als je mist, dan weet je dat de relatie goed is. De videoclip is opgenomen op Utrecht Centraal Station.

## Hitnoteringen
Het lied was bescheiden succesvol in Nederland en België. De hoogste piekpositie was in de Nederlandse Single Top 100, waar de 72e plek werd bereikt. Het stond twee weken in deze lijst. De Nederlandse Top 40 werd niet gehaald, maar het kwam tot de eerste plaats van de Tipparade. Het bleef ook steken in de Ultratip 100 van de Vlaamse Ultratop 50. Het kwam hier tot de 23e plaats.

### NPO Radio 2 Top 2000
Mis je zo graag stond alleen in 2022 in de NPO Radio 2 Top 2000, op plek 1915.